# 巴登多夫
巴登多夫（德語：Badendorf）是德国石勒苏益格－荷尔斯泰因州的一个市镇。总面积6.11平方公里，总人口759人，其中男性377人，女性382人（2011年12月31日），人口密度124人/平方公里。